# Iablanița (okręg Caraș-Severin)
Iablanița – wieś w Rumunii, w okręgu Caraș-Severin, w gminie Iablanița. W 2011 roku liczyła 816 mieszkańców. 